# 朝安駅
朝安駅（ちょうあん-えき）は、中華人民共和国広東省仏山市禅城区朝安路と兆祥路の間にある、仏山地下鉄1号線の駅である。

## 駅構造
- 島式ホーム1面2線の地下駅。ホームドア設置駅。

## 歴史
- 2010年11月3日 - 開業。

## 隣の駅
仏山地下鉄
■1号線
普君北路駅 - 朝安駅 - 桂城駅